# Goodyera sumbawana
Goodyera sumbawana är en orkidéart som beskrevs av Paul Ormerod. Goodyera sumbawana ingår i släktet knärötter, och familjen orkidéer.
Artens utbredningsområde är Små Sundaöarna. Inga underarter finns listade i Catalogue of Life.